# Нови канал
Нови канал е украинска национална обществена телевизия, излъчена за първи път на 18 август 1998 г.
От 20 декември 2000 г. телевизията се излъчва и чрез спътник.